# Pilar d'aigua de la Sagrera
El pilar d'aigua de la Sagrera es troba a la cruïlla dels carrers Gran de la Sagrera i de la Ciutat d'Elx (per on discorria el Rec Comtal), al barri homònim de Barcelona i està catalogat com a bé amb elements d'interès (categoria C).

## Història i descripció
El 1849, l'Ajuntament de Sant Martí de Provençals va sol·licitar aigua de la mina de Montcada per abastir quatre fonts públiques: una al Clot, una altra al Taulat i dues més a la Sagrera, que entraren en funcionament el 1853. Per aquest motiu, es va construir un pilar repartidor de base octogonal i d'aproximadament 75 cm d'amplada en cadascuna de les cares, fet amb obra de maó a cara vista. Es recolza sobre una base sensiblement més ampla, que s'acaba amb un relleu trencaaigües de pedra, i s'aixeca fins a aproximadament 14 m d'alçada. Està coronat amb un anell de pedra similar al de la base. A la part superior hi havia un dipòsit, que gràcies a la seva alçada permetia que l'aigua arribés amb pressió suficient.
Va ser restaurat el primer trimestre de 2014 per l'Institut del Paisatge Urbà i la Qualitat de Vida de l'Ajuntament de Barcelona, que el va senyalitzar amb una placa de Petit Paisatge.